# Vodacom Cup 2014
Vodacom Cup 2014 – siedemnasta edycja Vodacom Cup, trzeciego poziomu rozgrywek w rugby union w Południowej Afryce.
Z powodów finansowych w zawodach nie wziął udziału argentyński zespół Pampas XV, pozostała natomiast drużyna Limpopo Blue Bulls, która w poprzednim sezonie odniosła same wysokie porażki. Miejsce Argentyńczyków ostatecznie zajęła reprezentacja Kenii w rugby union mężczyzn grająca pod nazwą Simba XV, która swój akces do rozgrywek zgłosiła już w połowie poprzedniego roku.
Podobnie jak rok wcześniej szesnaście uczestniczących zespołów rywalizowało zatem w pierwszej fazie systemem kołowym podzielone na dwie ośmiozespołowe grupy, następnie czołowe czwórki z każdej z grup awansowały do fazy pucharowej złożonej z ćwierćfinałów, półfinałów i finału.
Z ośmiu ćwierćfinalistów jedynie dwójka nie zagrała na tym etapie w poprzednim sezonie, dla pozostałej szóstki był to już czwarty udział z rzędu. Z ćwierćfinałowych pojedynków zwycięsko wyszły zespoły z grupy północnej: Golden Lions, Griquas, Pumas i Blue Bulls. Półfinały na swoją korzyść rozstrzygnęły drużyny Griquas i Golden Lions, zaś w decydującym pojedynku po raz piąty w historii triumfowali zawodnicy Griquas, wyrównując rekord swoich finałowych przeciwników.
Najwięcej punktów w zawodach (110) zdobył JC Roos, w klasyfikacji przyłożeń z dziewięcioma zwyciężyli natomiast George Tossel i Devon Williams.

## Faza grupowa

### Grupa północna
| 7 marca 201415:00 | Falcons | 6:26(6:13) | Pumas | Barnard Stadium, Kempton Park Widzów: 100 Sędzia: Jaco van Heerden |
| 7 marca 201415:00 |         | 6:26(6:13) |       | Barnard Stadium, Kempton Park Widzów: 100 Sędzia: Jaco van Heerden |

| 7 marca 201419:10 | Leopards | 16:18(13:3) | Golden Lions | Olën Park, Potchefstroom Sędzia: Quinton Immelman |
| 7 marca 201419:10 |          | 16:18(13:3) |              | Olën Park, Potchefstroom Sędzia: Quinton Immelman |

| 8 marca 201414:30 | Blue Bulls | 24:26(13:17) | Griquas | Loftus Versfeld Stadium, Pretoria Sędzia: Marius van der Westhuizen |
| 8 marca 201414:30 |            | 24:26(13:17) |         | Loftus Versfeld Stadium, Pretoria Sędzia: Marius van der Westhuizen |

| 8 marca 201415:00 | Griffons | 62:10(19:10) | Limpopo Blue Bulls | Bultfontein High School, Bultfontein Sędzia: Jaco Kotze |
| 8 marca 201415:00 |          | 62:10(19:10) |                    | Bultfontein High School, Bultfontein Sędzia: Jaco Kotze |

| 15 marca 201412:40 | Golden Lions | 23:22(5:10) | Falcons | Ellis Park, Johannesburg Sędzia: Christie du Preez |
| 15 marca 201412:40 |              | 23:22(5:10) |         | Ellis Park, Johannesburg Sędzia: Christie du Preez |

| 15 marca 201414:00 | Griquas | 20:12(6:3) | Griffons | GWK Park, Kimberley Widzów: 1 000 Sędzia: Oregopotse Rametsi |
| 15 marca 201414:00 |         | 20:12(6:3) |          | GWK Park, Kimberley Widzów: 1 000 Sędzia: Oregopotse Rametsi |

| 15 marca 201415:00 | Pumas | 22:20(16:0) | Blue Bulls | Mbombela Stadium, Nelspruit Widzów: 4 850 Sędzia: Tahla Ntshakaza |
| 15 marca 201415:00 |       | 22:20(16:0) |            | Mbombela Stadium, Nelspruit Widzów: 4 850 Sędzia: Tahla Ntshakaza |

| 15 marca 201415:00 | Limpopo Blue Bulls | 10:71(10:35) | Leopards | Peter Mokaba Stadium, Polokwane Widzów: 200 Sędzia: Gerrie De Bruin |
| 15 marca 201415:00 |                    | 10:71(10:35) |          | Peter Mokaba Stadium, Polokwane Widzów: 200 Sędzia: Gerrie De Bruin |

| 21 marca 201414:00 | Griffons | 5:69(0:36) | Pumas | North West Stadium, Welkom Sędzia: Christie du Preez |
| 21 marca 201414:00 |          | 5:69(0:36) |       | North West Stadium, Welkom Sędzia: Christie du Preez |

| 21 marca 201416:00 | Griquas | 68:13(33:6) | Limpopo Blue Bulls | GWK Park, Kimberley Sędzia: Marius Jonker |
| 21 marca 201416:00 |         | 68:13(33:6) |                    | GWK Park, Kimberley Sędzia: Marius Jonker |

| 22 marca 201415:00 | Falcons | 29:40(9:30) | Leopards | Barnard Stadium, Kempton Park Sędzia: Lesego Legoete |
| 22 marca 201415:00 |         | 29:40(9:30) |          | Barnard Stadium, Kempton Park Sędzia: Lesego Legoete |

| 22 marca 201416:30 | Blue Bulls | 22:20(7:17) | Golden Lions | Loftus Versfeld Stadium, Pretoria Sędzia: Craig Joubert |
| 22 marca 201416:30 |            | 22:20(7:17) |              | Loftus Versfeld Stadium, Pretoria Sędzia: Craig Joubert |

| 28 marca 201419:10 | Pumas | 25:16(16:6) | Griquas | Mbombela Stadium, Nelspruit Sędzia: Lesego Legoete |
| 28 marca 201419:10 |       | 25:16(16:6) |         | Mbombela Stadium, Nelspruit Sędzia: Lesego Legoete |

| 29 marca 201415:00 | Falcons | 65:14(24:14) | Limpopo Blue Bulls | DP de Villiers Stadium, Sasolburg Sędzia: Archie Sehlako |
| 29 marca 201415:00 |         | 65:14(24:14) |                    | DP de Villiers Stadium, Sasolburg Sędzia: Archie Sehlako |

| 29 marca 201415:30 | Leopards | 26:30(13:6) | Blue Bulls | Leeudoring Rugby Club, Leeudoringstad Widzów: 500 Sędzia: Tahla Ntshakaza |
| 29 marca 201415:30 |          | 26:30(13:6) |            | Leeudoring Rugby Club, Leeudoringstad Widzów: 500 Sędzia: Tahla Ntshakaza |

| 29 marca 201416:00 | Golden Lions | 40:37(19:17) | Griffons | Bill Jardine Stadium, Johannesburg Widzów: 1 500 Sędzia: Marius van der Westhuizen |
| 29 marca 201416:00 |              | 40:37(19:17) |          | Bill Jardine Stadium, Johannesburg Widzów: 1 500 Sędzia: Marius van der Westhuizen |

| 4 kwietnia 201415:00 | Blue Bulls | 54:7(34:7) | Falcons | Loftus Versfeld Stadium, Pretoria Widzów: 500 Sędzia: Stuart Berry |
| 4 kwietnia 201415:00 |            | 54:7(34:7) |         | Loftus Versfeld Stadium, Pretoria Widzów: 500 Sędzia: Stuart Berry |

| 4 kwietnia 201417:30 | Griffons | 15:35(10:14) | Leopards | North West Stadium, Welkom Sędzia: Stephan Geldenhuys |
| 4 kwietnia 201417:30 |          | 15:35(10:14) |          | North West Stadium, Welkom Sędzia: Stephan Geldenhuys |

| 5 kwietnia 201412:00 | Limpopo Blue Bulls | 0:88(0:29) | Pumas | Peter Mokaba Stadium, Polokwane Widzów: 100 Sędzia: Oregopotse Rametsi |
| 5 kwietnia 201412:00 |                    | 0:88(0:29) |       | Peter Mokaba Stadium, Polokwane Widzów: 100 Sędzia: Oregopotse Rametsi |

| 5 kwietnia 201414:00 | Griquas | 33:18(24:6) | Golden Lions | GWK Park, Kimberley Widzów: 856 Sędzia: Jaco Peyper |
| 5 kwietnia 201414:00 |         | 33:18(24:6) |              | GWK Park, Kimberley Widzów: 856 Sędzia: Jaco Peyper |

| 11 kwietnia 201415:00 | Griquas | 64:34(38:10) | Falcons | GWK Park, Kimberley Widzów: 1 000 Sędzia: Rasta Rasivhenge |
| 11 kwietnia 201415:00 |         | 64:34(38:10) |         | GWK Park, Kimberley Widzów: 1 000 Sędzia: Rasta Rasivhenge |

| 11 kwietnia 201417:30 | Griffons | 10:49(10:25) | Blue Bulls | North West Stadium, Welkom Sędzia: Federico Anselmi |
| 11 kwietnia 201417:30 |          | 10:49(10:25) |            | North West Stadium, Welkom Sędzia: Federico Anselmi |

| 12 kwietnia 201415:00 | Limpopo Blue Bulls | 0:110(0:68) | Golden Lions | Peter Mokaba Stadium, Polokwane Widzów: 100 Sędzia: Gerrie De Bruin |
| 12 kwietnia 201415:00 |                    | 0:110(0:68) |              | Peter Mokaba Stadium, Polokwane Widzów: 100 Sędzia: Gerrie De Bruin |

| 12 kwietnia 201415:00 | Pumas | 44:31(24:14) | Leopards | Kees Taljaard Stadium, Middelburg Sędzia: Quinton Immelman |
| 12 kwietnia 201415:00 |       | 44:31(24:14) |          | Kees Taljaard Stadium, Middelburg Sędzia: Quinton Immelman |

| 25 kwietnia 201415:00 | Falcons | 17:41(5:12) | Griffons | Barnard Stadium, Kempton Park Sędzia: Juan Sylvestre |
| 25 kwietnia 201415:00 |         | 17:41(5:12) |          | Barnard Stadium, Kempton Park Sędzia: Juan Sylvestre |

| 25 kwietnia 201415:00 | Blue Bulls | 114:0(62:0) | Limpopo Blue Bulls | Loftus Versfeld Stadium, Pretoria Sędzia: Eduan Nel |
| 25 kwietnia 201415:00 |            | 114:0(62:0) |                    | Loftus Versfeld Stadium, Pretoria Sędzia: Eduan Nel |

| 26 kwietnia 201415:00 | Golden Lions | 27:48(5:38) | Pumas | Alberton Rugby Club, Alberton Sędzia: Ben Crouse |
| 26 kwietnia 201415:00 |              | 27:48(5:38) |       | Alberton Rugby Club, Alberton Sędzia: Ben Crouse |

| 26 kwietnia 201415:30 | Leopards | 8:32(3:20) | Griquas | Askari Stadium, Klerksdorp Sędzia: Lourens van der Merwe |
| 26 kwietnia 201415:30 |          | 8:32(3:20) |         | Askari Stadium, Klerksdorp Sędzia: Lourens van der Merwe |

### Grupa południowa
| 7 marca 201419:00 | Border Bulldogs | 24:46(17:10) | Sharks XV | Buffalo City Stadium, East London Sędzia: Francois Pretorius |
| 7 marca 201419:00 |                 | 24:46(17:10) |           | Buffalo City Stadium, East London Sędzia: Francois Pretorius |

| 8 marca 201415:00 | Simba XV | 17:10(5:5) | Eastern Province Kings | City Park Stadium, Crawford Sędzia: Rodney Bonaparte |
| 8 marca 201415:00 |          | 17:10(5:5) |                        | City Park Stadium, Crawford Sędzia: Rodney Bonaparte |

| 8 marca 201415:00 | Cheetahs | 52:47(32:22) | SWD Eagles | Clive Solomon Stadium, Heidedal, Bloemfontein Widzów: 500 Sędzia: Marius Jonker |
| 8 marca 201415:00 |          | 52:47(32:22) |            | Clive Solomon Stadium, Heidedal, Bloemfontein Widzów: 500 Sędzia: Marius Jonker |

| 8 marca 201416:40 | Western Province | 16:8(3:3) | Boland Cavaliers | City Park Stadium, Crawford Sędzia: Lesego Legoete |
| 8 marca 201416:40 |                  | 16:8(3:3) |                  | City Park Stadium, Crawford Sędzia: Lesego Legoete |

| 15 marca 201414:30 | Sharks XV | 25:7(7:7) | Western Province | Kings Park Stadium, Durban Widzów: 100 Sędzia: Jaco van Heerden |
| 15 marca 201414:30 |           | 25:7(7:7) |                  | Kings Park Stadium, Durban Widzów: 100 Sędzia: Jaco van Heerden |

| 15 marca 201415:00 | Eastern Province Kings | 60:6(36:6) | Border Bulldogs | Rhodes University, Grahamstown Widzów: 1 200 Sędzia: Lesego Legoete |
| 15 marca 201415:00 |                        | 60:6(36:6) |                 | Rhodes University, Grahamstown Widzów: 1 200 Sędzia: Lesego Legoete |

| 15 marca 201416:00 | Simba XV | 7:51(0:25) | SWD Eagles | City Park Stadium, Crawford Widzów: 300 Sędzia: Stephan Geldenhuys |
| 15 marca 201416:00 |          | 7:51(0:25) |            | City Park Stadium, Crawford Widzów: 300 Sędzia: Stephan Geldenhuys |

| 15 marca 201416:00 | Boland Cavaliers | 20:28(0:20) | Cheetahs | Wesbank Sports Grounds, Malmesbury Widzów: 3 200 Sędzia: Quinton Immelman |
| 15 marca 201416:00 |                  | 20:28(0:20) |          | Wesbank Sports Grounds, Malmesbury Widzów: 3 200 Sędzia: Quinton Immelman |

| 21 marca 201415:00 | Cheetahs | 22:23(10:13) | Sharks XV | Clive Solomon Stadium, Heidedal, Bloemfontein Sędzia: Quinton Immelman |
| 21 marca 201415:00 |          | 22:23(10:13) |           | Clive Solomon Stadium, Heidedal, Bloemfontein Sędzia: Quinton Immelman |

| 22 marca 201415:00 | Border Bulldogs | 18:17(7:7) | Simba XV | Buffalo City Stadium, East London Sędzia: Stephan Geldenhuys |
| 22 marca 201415:00 |                 | 18:17(7:7) |          | Buffalo City Stadium, East London Sędzia: Stephan Geldenhuys |

| 22 marca 201415:30 | Western Province | 56:22(27:10) | Eastern Province Kings | City Park Stadium, Crawford Sędzia: Rodney Bonaparte |
| 22 marca 201415:30 |                  | 56:22(27:10) |                        | City Park Stadium, Crawford Sędzia: Rodney Bonaparte |

| 22 marca 201416:00 | SWD Eagles | 46:17(6:10) | Boland Cavaliers | Swellendam Sędzia: Tahla Ntshakaza |
| 22 marca 201416:00 |            | 46:17(6:10) |                  | Swellendam Sędzia: Tahla Ntshakaza |

| 28 marca 201415:00 | Border Bulldogs | 16:29(13:17) | Western Province | Buffalo City Stadium, East London Sędzia: Christie du Preez |
| 28 marca 201415:00 |                 | 16:29(13:17) |                  | Buffalo City Stadium, East London Sędzia: Christie du Preez |

| 29 marca 201414:30 | Sharks XV | 27:10(17:7) | SWD Eagles | Kings Park Stadium, Durban Sędzia: Quinton Immelman |
| 29 marca 201414:30 |           | 27:10(17:7) |            | Kings Park Stadium, Durban Sędzia: Quinton Immelman |

| 29 marca 201416:00 | Simba XV | 19:24(5:17) | Boland Cavaliers | City Park Stadium, Crawford Sędzia: Cwengile Jadezweni |
| 29 marca 201416:00 |          | 19:24(5:17) |                  | City Park Stadium, Crawford Sędzia: Cwengile Jadezweni |

| 29 marca 201416:00 | Eastern Province Kings | 3:31(3:10) | Cheetahs | Cradock Rovers Field, Cradock Sędzia: Jaco van Heerden |
| 29 marca 201416:00 |                        | 3:31(3:10) |          | Cradock Rovers Field, Cradock Sędzia: Jaco van Heerden |

| 4 kwietnia 201419:00 | SWD Eagles | 23:21(6:9) | Eastern Province Kings | Outeniqua Park, George Widzów: 1 235 Sędzia: Ben Crouse |
| 4 kwietnia 201419:00 |            | 23:21(6:9) |                        | Outeniqua Park, George Widzów: 1 235 Sędzia: Ben Crouse |

| 5 kwietnia 201412:40 | Cheetahs | 54:17(28:0) | Border Bulldogs | Free State Stadium, Bloemfontein Sędzia: Rodney Bonaparte |
| 5 kwietnia 201412:40 |          | 54:17(28:0) |                 | Free State Stadium, Bloemfontein Sędzia: Rodney Bonaparte |

| 5 kwietnia 201416:00 | Boland Cavaliers | 27:43(20:15) | Sharks XV | Ceres Sport Grounds, Ceres Widzów: 6 500 Sędzia: Jaco Kotze |
| 5 kwietnia 201416:00 |                  | 27:43(20:15) |           | Ceres Sport Grounds, Ceres Widzów: 6 500 Sędzia: Jaco Kotze |

| 5 kwietnia 201416:30 | Western Province | 65:29(37:22) | Simba XV | Newlands Stadium, Kapsztad Sędzia: Tahla Ntshakaza |
| 5 kwietnia 201416:30 |                  | 65:29(37:22) |          | Newlands Stadium, Kapsztad Sędzia: Tahla Ntshakaza |

| 11 kwietnia 201415:00 | Border Bulldogs | 26:40(14:26) | SWD Eagles | Buffalo City Stadium, East London Sędzia: Jaco van Heerden |
| 11 kwietnia 201415:00 |                 | 26:40(14:26) |            | Buffalo City Stadium, East London Sędzia: Jaco van Heerden |

| 11 kwietnia 201419:10 | Eastern Province Kings | 28:21(10:8) | Boland Cavaliers | Nelson Mandela Bay Stadium, Port Elizabeth Sędzia: Juan Sylvestre |
| 11 kwietnia 201419:10 |                        | 28:21(10:8) |                  | Nelson Mandela Bay Stadium, Port Elizabeth Sędzia: Juan Sylvestre |

| 12 kwietnia 201413:30 | Simba XV | 3:40(0:12) | Sharks XV | City Park Stadium, Crawford Sędzia: Francois Pretorius |
| 12 kwietnia 201413:30 |          | 3:40(0:12) |           | City Park Stadium, Crawford Sędzia: Francois Pretorius |

| 12 kwietnia 201415:30 | Western Province | 28:15(11:10) | Cheetahs | City Park Stadium, Crawford Sędzia: Ben Crouse |
| 12 kwietnia 201415:30 |                  | 28:15(11:10) |          | City Park Stadium, Crawford Sędzia: Ben Crouse |

| 25 kwietnia 201416:30 | Sharks XV | 11:27(8:14) | Eastern Province Kings | Kings Park Stadium, Durban Sędzia: Federico Anselmi |
| 25 kwietnia 201416:30 |           | 11:27(8:14) |                        | Kings Park Stadium, Durban Sędzia: Federico Anselmi |

| 25 kwietnia 201419:00 | SWD Eagles | 23:14(10:0) | Western Province | Outeniqua Park, George Sędzia: Rasta Rasivhenge |
| 25 kwietnia 201419:00 |            | 23:14(10:0) |                  | Outeniqua Park, George Sędzia: Rasta Rasivhenge |

| 26 kwietnia 201414:30 | Cheetahs | 75:10(41:3) | Simba XV | Free State Stadium, Bloemfontein Widzów: 1 000 Sędzia: Marius van der Westhuizen |
| 26 kwietnia 201414:30 |          | 75:10(41:3) |          | Free State Stadium, Bloemfontein Widzów: 1 000 Sędzia: Marius van der Westhuizen |

| 26 kwietnia 201416:00 | Boland Cavaliers | 41:17(22:7) | Border Bulldogs | Piketberg Sędzia: Daniel Fortuin |
| 26 kwietnia 201416:00 |                  | 41:17(22:7) |                 | Piketberg Sędzia: Daniel Fortuin |

## Faza pucharowa
|  |                  |                  |              |              |    |            |              |          |  |  |       |       |       |
|  | Ćwierćfinał      | Ćwierćfinał      | Ćwierćfinał  |              |    | Półfinał   | Półfinał     | Półfinał |  |  | Finał | Finał | Finał |
|  | Ćwierćfinał      | Ćwierćfinał      | Ćwierćfinał  |              |    | Półfinał   | Półfinał     | Półfinał |  |  | Finał | Finał | Finał |
|  | 2 maja 2014      |                  |              |              |    |            |              |          |  |  |       |       |       |
|  |                  |                  |              |              |    |            |              |          |  |  |       |       |       |
|  | Pumas            | Pumas            | 13           |              |    |            |              |          |  |  |       |       |       |
|  | Pumas            | Pumas            | 13           | 9 maja 2014  |    |            |              |          |  |  |       |       |       |
|  | Western Province | Western Province | 8            |              |    |            |              |          |  |  |       |       |       |
|  | Western Province | Western Province | 8            |              |    | Pumas      | Pumas        | 14       |  |  |       |       |       |
|  | 3 maja 2014      |                  |              |              |    | Pumas      | Pumas        | 14       |  |  |       |       |       |
|  |                  |                  | Griquas      | Griquas      | 15 |            |              |          |  |  |       |       |       |
|  | Griquas          | Griquas          | Griquas      | Griquas      | 15 | 84         |              |          |  |  |       |       |       |
|  | Griquas          | Griquas          |              |              |    | 84         | 16 maja 2014 |          |  |  |       |       |       |
|  | SWD Eagles       | SWD Eagles       | 15           |              |    |            |              |          |  |  |       |       |       |
|  | SWD Eagles       | SWD Eagles       | 15           |              |    | Griquas    | Griquas      | 30       |  |  |       |       |       |
|  | 3 maja 2014      |                  |              |              |    | Griquas    | Griquas      | 30       |  |  |       |       |       |
|  |                  |                  | Golden Lions | Golden Lions | 6  |            |              |          |  |  |       |       |       |
|  | Cheetahs         | Cheetahs         | Golden Lions | Golden Lions | 6  | 21         |              |          |  |  |       |       |       |
|  | Cheetahs         | Cheetahs         | 10 maja 2014 |              |    | 21         |              |          |  |  |       |       |       |
|  | Blue Bulls       | Blue Bulls       | 22           |              |    |            |              |          |  |  |       |       |       |
|  | Blue Bulls       | Blue Bulls       | 22           |              |    | Blue Bulls | Blue Bulls   | 15       |  |  |       |       |       |
|  | 2 maja 2014      |                  |              |              |    | Blue Bulls | Blue Bulls   | 15       |  |  |       |       |       |
|  |                  |                  | Golden Lions | Golden Lions | 16 |            |              |          |  |  |       |       |       |
|  | Sharks XV        | Sharks XV        | Golden Lions | Golden Lions | 16 | 20         |              |          |  |  |       |       |       |
|  | Sharks XV        | Sharks XV        |              |              |    |            |              |          |  |  |       |       |       |
|  | Golden Lions     | Golden Lions     | 27           |              |    |            |              |          |  |  |       |       |       |
|  | Golden Lions     | Golden Lions     | 27           |              |    |            |              |          |  |  |       |       |       |

| 2 maja 201419:10 | Pumas | 13:8(10:0) | Western Province | Mbombela Stadium, Nelspruit Sędzia: Stephan Geldenhuys |
| 2 maja 201419:10 |       | 13:8(10:0) |                  | Mbombela Stadium, Nelspruit Sędzia: Stephan Geldenhuys |

| 3 maja 201415:00 | Griquas | 84:15(30:15) | SWD Eagles | GWK Park, Kimberley Widzów: 1 000 Sędzia: Christie du Preez |
| 3 maja 201415:00 |         | 84:15(30:15) |            | GWK Park, Kimberley Widzów: 1 000 Sędzia: Christie du Preez |

| 3 maja 201415:00 | Cheetahs | 21:22(13:13) | Blue Bulls | Free State Stadium, Bloemfontein Widzów: 1 000 Sędzia: Rodney Bonaparte |
| 3 maja 201415:00 |          | 21:22(13:13) |            | Free State Stadium, Bloemfontein Widzów: 1 000 Sędzia: Rodney Bonaparte |

| 2 maja 201415:00 | Sharks XV | 20:27(13:10) | Golden Lions | Kings Park Stadium, Durban Widzów: 150 Sędzia: Francois Pretorius |
| 2 maja 201415:00 |           | 20:27(13:10) |              | Kings Park Stadium, Durban Widzów: 150 Sędzia: Francois Pretorius |

| 9 maja 201419:10 | Pumas | 14:15(3:9) | Griquas | Mbombela Stadium, Nelspruit Sędzia: Lesego Legoete |
| 9 maja 201419:10 |       | 14:15(3:9) |         | Mbombela Stadium, Nelspruit Sędzia: Lesego Legoete |

| 10 maja 201416:00 | Blue Bulls | 15:16(7:10) | Golden Lions | Loftus Versfeld Stadium, Pretoria Sędzia: Quinton Immelman |
| 10 maja 201416:00 |            | 15:16(7:10) |              | Loftus Versfeld Stadium, Pretoria Sędzia: Quinton Immelman |

| 16 maja 201419:10 | Griquas | 30:6(16:6) | Golden Lions | GWK Park, Kimberley Sędzia: Jaco van Heerden |
| 16 maja 201419:10 |         | 30:6(16:6) |              | GWK Park, Kimberley Sędzia: Jaco van Heerden |